# Habropoda christineae
Habropoda christineae là một loài Hymenoptera trong họ Apidae. Loài này được Dubitzky mô tả khoa học năm 2007.